# Vorarlberger Landesverfassung

Wappen des Landes Vorarlberg

Die Vorarlberger Landesverfassung richtet das Land Vorarlberg als selbständigen Staat im Bundesstaat Österreich und als demokratische Republik ein, legt die wichtigsten Landesbehörden fest, regelt deren grundlegende Kompetenzen, bestimmt das Verhältnis des Landes zum Bund und der Normunterworfenen zum Land, außerdem ist sie die Grundlage der Gesetzgebung des Landtages. Die Landesverfassung darf der Bundesverfassung nicht widersprechen, insofern kommt Bundesrecht hier ausnahmsweise Vorrang vor Landesrecht zu.

## Entwicklung

### Entstehung
Während der Zeit der Monarchie war Vorarlberg von Tirol aus verwaltet worden. Es besaß zwar einen eigenen Landtag, dieser war jedoch nicht aus allgemeinen Wahlen hervorgegangen, sondern bildete vielmehr eine ständische Versammlung. Daher bildete im November 1918, als das Habsburgerreich zum Ende des Ersten Weltkrieges zusammenbrach, auch nicht der Landtag den Ausgangspunkt für jene Verfassungsrevolution, wie sie auch auf Staatsebene, hier durch Vertreter des ehemaligen Abgeordnetenhauses getragen, abspielte. Vielmehr versammelten sich am 3. November 1918 in Bregenz 19 christlichsoziale, 6 deutschfreiheitliche und fünf sozialdemokratische Vertreter, das entsprach dem Ergebnis der letzten Wahlen zum Abgeordnetenhaus, und erklärten sich zur gesetzgebenden und vollziehenden Gewalt im Lande Vorarlberg:
„Die Vorarlberger Landesversammlung erklärt sich als die gesetzgebende Körperschaft für das Land Vorarlberg. Ihre Mitglieder wurden von den politi-schen Parteien entsendet und vertreten das Land an Stelle des früheren Land-tages, bis eine aus Neuwahlen hervorgegangene Vertretung bestellt ist. Die Vorarlberger Landesversammlung führt durch einen aus ihrer Mitte gewählten Landesrat die Verwaltung des Landes. Wie in anderen Kronländern wurde die Führung der politischen und autonomen Verwaltung in einer Hand vereinigt; damit hat sich das Land Vorarlberg jene Selbständigkeit gegeben, die es schon lange einmütig anstrebte. Vorarlberg bildet von nun an nicht mehr ein gemeinsames Verwaltungsgebiet mit Tirol, sondern erklärt sich auf Grund des Selbstbestimmungsrechtes als eigenes, selbständiges Land im Rahmen des deutsch-österreichischen Staates.“ Diese Erklärung ist vor allem dahingehend bemerkenswert, als dass die Zugehörigkeit zu Deutschösterreich, die später durch die Volksabstimmung über den Anschluss Vorarlbergs an die Schweiz in Frage gestellt werden sollte, hierbei faktisch festgestellt wurde. Bereits am 14. März 1919 verabschiedete dieses provisorische Landesparlament im 22. Landesgesetzblatt eine neue Landesverfassung. Im Gegensatz zu den Verfassungen anderer ehemaliger Kronländer, die meist nur eine Modifizierung der alten Landesordnungen darstellten, beinhaltete die Vorarlberger Landesverfassung zum ersten Mal Grundrechte und regelte die Beziehung zum Bundesstaat, der aber nicht genau definiert wurde, was auf den angestrebten Anschluss an die Schweiz hindeutet. Revolutionär ist auch die Einführung von Volksbegehren und Volksabstimmung, diese werden hier zum ersten Mal in den Bereich des österreichischen Verfassungsrechts aufgenommen, als Elemente der direkten Demokratie. Die erste Landesverfassung unterschied sich teilweise erheblich von ihrer heutigen Form. So war der Landeshauptmann ursprünglich in Personalunion auch Landtagspräsident, Gesetze wurden von diesem beurkundet und vom Landesamtsdirektor mitgefertigt. Gesetze von nicht dringlicher Natur sollten der Abstimmung des Volkes unterliegen wenn binnen 21 Tagen nach Erlass mindestens 10.000 Wähler dies fordern sollten. Volksbegehren sollten mindestens 15.000 Unterstützungen benötigen, dafür aber zwingend in Volksabstimmungen enden.
Die Vorarlberger Landesverfassung wurde maßgeblich durch die Verfassungen der benachbarten Schweizer Kantone beeinflusst. Vor allem die direkten Mitwirkungsmöglichkeiten des Landesvolkes an der politischen Entscheidungsfindung gehen vermutlich auf das Vorbild der schweizerischen Kantonalverfassungen zurück.

### Erste Novelle 1923
Nachdem das Bundes-Verfassungsgesetz (B-VG) 1920 durch die provisorische Nationalversammlung beschlossen worden war und alle Bestrebungen zum Anschluss an die Schweiz wegen des Vertrages von Saint Germain begraben worden waren, musste Vorarlberg jene Bestimmungen, welche nicht mit dem B-VG übereinstimmten, aus der Landesverfassung entfernen. Dies erfolgte verhältnismäßig spät durch die Landesverfassungsnovelle von 1923.

### Aufhebung und Wiedereinsetzung
Mit der Ausschaltung des Nationalrates und der verfassungswidrigen Verabschiedung der austrofaschistischen „Maiverfassung“ 1934, die ein ständisches Prinzip verwirklichen sollte, wurden auch die Landesverfassungen aufgehoben. Der ehemalige Vorarlberger Landeshauptmann und vormalige Bundeskanzler Otto Ender war von Engelbert Dollfuß mit der Ausarbeitung der „Verfassung“ für seinen Ständestaat beauftragt worden. Deren föderalistischer Charakter wurde von Dollfuß aber zum Zentralismus hin verändert. Zur Verwirklichung einer ständischen Landesverfassung kam es nie in umfassender Weise. Durch den Einmarsch deutscher Truppen 1938 wurde auch das austrofaschistische System beendet. Nach dem Zweiten Weltkrieg setzte Vorarlberg, gemeinsam mit Wien, bereits 1945 seine Landesverfassung wieder ein, die anderen Länder folgten 1946.

### Novelle 1984
Schließlich vollzog Vorarlberg als eines der letzten Länder die Modernisierung seiner Landesverfassung. Ihr liberaler Charakter wurde durch die Novelle 1984 beibehalten und sogar ausgebaut, so normiert Artikel eins Absatz eins: „Vorarlberg ist ein selbständiges Land des Bundesstaates Österreich.“, was auch in anderen Bundesländern, unter Einfügung des jeweiligen Namens, üblich ist. Außergewöhnlich formuliert ist allerdings Absatz zwei: „Als selbständiger Staat übt Vorarlberg alle Hoheitsrechte aus, die nicht ausdrücklich dem Bund übertragen sind oder übertragen werden.“ Die Bezeichnung eines österreichischen Bundeslandes als selbständiger Staat ist in dieser Form einmalig. Der Verfassungsrechtler Peter Bußjäger meinte, der Vorarlberger Landtag habe mit dieser „Novelle zur Vorarlberger Landesverfassung den bemerkenswerten Schritt gesetzt […], von der viel beklagten ‚Uniformität‘ der Landesverfassung abzuweichen und die Verfassungsautonomie der Länder auszuschöpfen.“
So wie Tirol hat Vorarlberg einen eigenen Landesvolksanwalt, der durch die Landesverfassung eingerichtet ist und durch den Landtag bestellt wird.

## Aufbau

### Gliederung

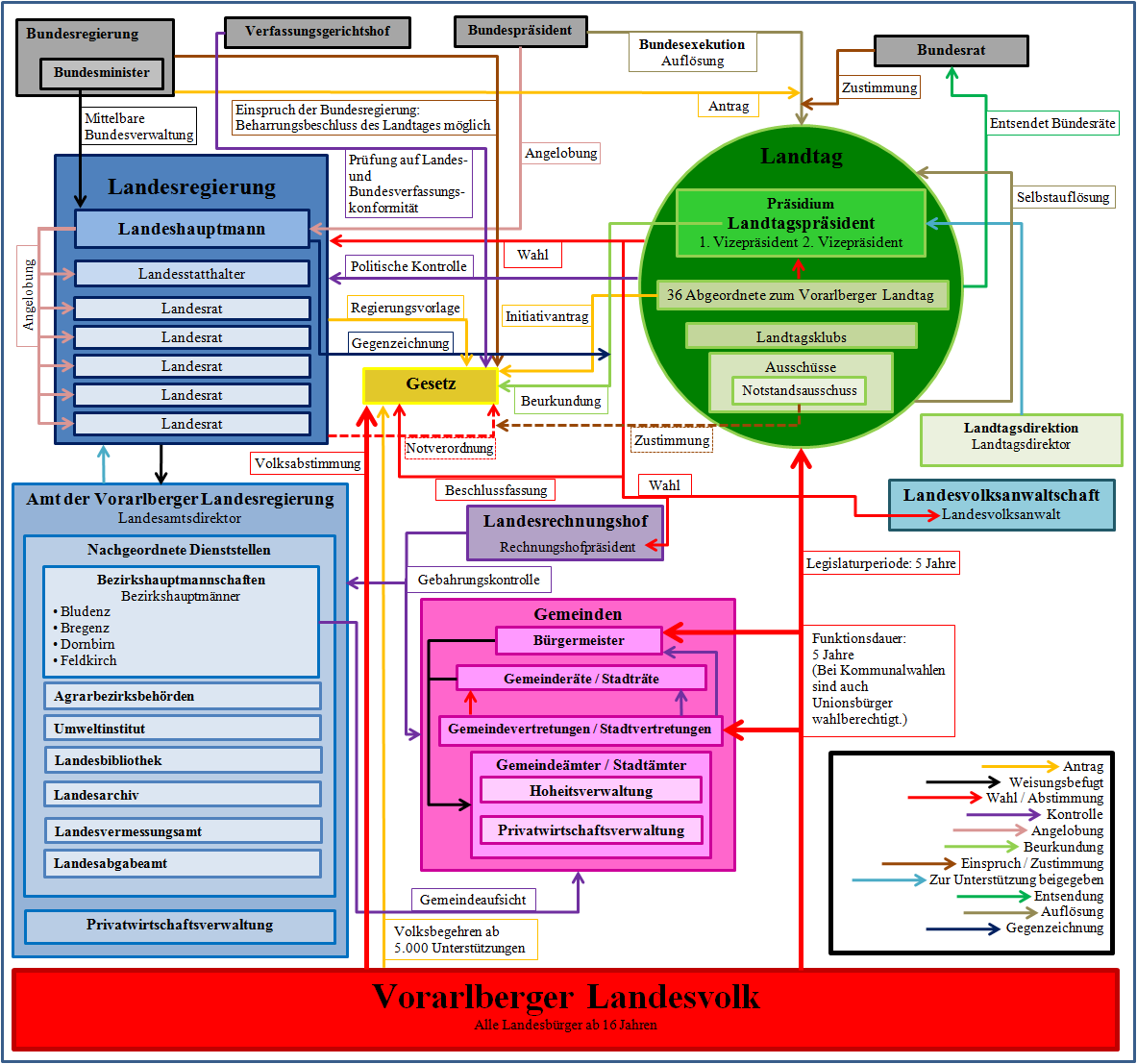
Das politische System Vorarlbergs, wie es auch durch die Landesverfassung festgelegt wird.

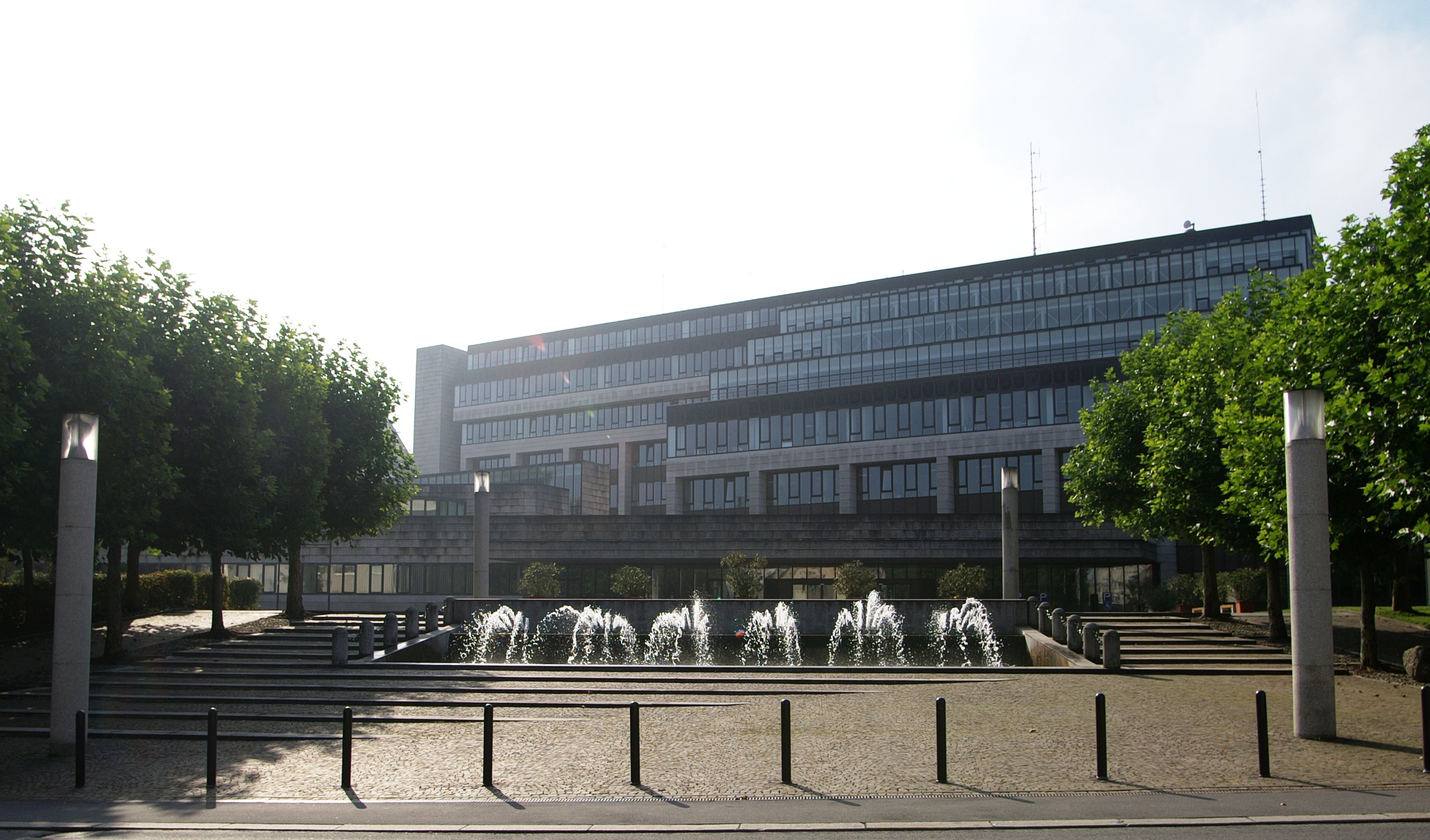
Das Landhaus in Bregenz ist der Sitz von Landesregierung und Landtag, hier tagen auch dessen Ausschüsse.

Die Verfassung gliedert sich in vier Hauptstücke, wobei sich das erste mit allgemeinen Bestimmungen, das zweite mit der Gesetzgebung des Landes, das dritte mit der Verwaltung des Landes und das vierte Hauptstück mit den Gemeinden befasst. Insgesamt umfasst die Landesverfassung zurzeit 78 Artikel.

### Außerordentliche Verhältnisse
Liegen gemäß Artikel 14 „außerordentlichen Verhältnissen“ vor, ist der Landeshauptmann ermächtigt, den Sitz der Landesregierung und mit Zustimmung des Landtagspräsidenten auch den Sitz des Landtages an einen anderen Ort des Landesgebietes zu verlegen. Der Landtag kann mit Zweidrittelmehrheit das Vorliegen von außerordentlichen Verhältnissen, die die Durchführung einer Landtagswahl unmöglich machen, feststellen und diese um bis zu neun Monate nach Beendigung dieser Verhältnisse verschieben. Kann der Landtag nicht zusammentreten, ist der sogenannte Notstandsausschuss ermächtigt, diese Entscheidung zu treffen. Dieser „besteht aus dem Landtagspräsidium und vier weiteren Mitgliedern, die unter Einrechnung der Mitglieder des Landtagspräsidiums auf ihre Landtagsfraktionen nach den Grundsätzen des Verhältniswahlverfahrens vom Landtag gewählt werden, wobei jedoch jede im Landtag mit wenigstens drei Abgeordneten vertretene Partei Anspruch auf einen Sitz im Notstandsausschuss hat“.
Zurzeit hat der Notstandsausschuss sieben Mitglieder. Damit sind neben dem Landtagspräsidenten Harald Sonderegger (ÖVP), der auch Obmann des Ausschusses ist, der erste Vizepräsident Ernst Hagen (FPÖ) als stellvertretender Obmann und die zweite Vizepräsidentin des Landtages Martina Rüscher (ÖVP), sowie die Klubobleute der Landtagsfraktionen Roland Frühstück (ÖVP), Michael Ritsch (SPÖ), Daniel Allgäuer (FPÖ) und Adi Gross (Grüne) im Notstandsausschuss vertreten. Die ebenfalls im Landtag vertretenen NEOS haben nur zwei Landtagsabgeordnete und bilden daher weder einen Landtagsklub noch haben sie Anspruch auf einen Vertreter im Notstandsausschuss. Wenn auch der Ausschuss nicht zusammentreten kann, entscheidet allein der Landtagspräsident. Über die Verschiebung von Gemeinderatswahlen auf bis zu neun Monate nach Beendigung der außerordentlichen Verhältnisse stimmt die Landesregierung mit Zweidrittelmehrheit ab. Ist diese verhindert, liegt die Entscheidung beim Landeshauptmann.
Weitere Notverordnungsrechte, welche die gesetzesvertretende Notverordnung betreffen, sind im Bundes-Verfassungsgesetz geregelt. Dort ermächtigt Art. 97 Abs. 3 „die Landesregierung im Einvernehmen mit einem nach dem Grundsatz der Verhältniswahl bestellten Ausschuss des Landtages diese Maßnahmen durch vorläufige gesetzändernde Verordnungen treffen. Sie sind von der Landesregierung unverzüglich der Bundesregierung zur Kenntnis zu bringen.“ Der betreffende Ausschuss ist in Vorarlberg der Notstandsausschuss.

### Grundrechte
Im Gegensatz zum jüngeren Bundes-Verfassungsgesetz enthielt bereits die Landesverfassung von 1919 eine Gesetzesgewähr über bestimmte Grundrechte, die sich selbst nach den §§ 35 ff. als „Rechte der Volksgenossen“ definierten. Diese beinhalteten den Gleichheitssatz, die Glaubens- und Gewissensfreiheit, den Schutz des Eigentums sowie das Verbot der Unveräußerlichkeit von Liegenschaften und von unablösbaren Belastungen, letzteres richtet sich vor allem gegen grundherrschaftliche Rechte, der aber prinzipiell bereits durch Art. 7 des Staatsgrundgesetzes über die allgemeinen Rechte der Staatsbürger vom 21. Dezember 1867 aufgehoben worden waren. Im aktuellen Gesetzestext finden sich die Grundrechte hauptsächlich als Staatszielbestimmungen formuliert in den Artikeln sieben und acht wieder. In Art. 7 Abs. 1 wird „die freie Entfaltung der Persönlichkeit des Einzelnen sowie die Gestaltung des Gemeinschaftslebens“, durch Abs. 2 wird das Land verpflichtet auf die „Würde des Menschen, die Gleichheit vor dem Gesetz, die Verhältnismäßigkeit der angewandten Mittel und die Grundsätze von Treu und Glauben zu achten“, in Abs. 3 erklärt das Land die „Verpflichtung der Gesellschaft, betagte Menschen und Menschen mit Behinderung zu unterstützen“, Abs. 4 beschäftigt sich mit dem „Schutz des Lebens“ und der „Achtung der Würde des Menschen im Sterben“, Abs. 5 schützt den Sonntag und die gesetzlichen Feiertage, im Mittelpunkt des Abs. 6 steht der Umweltschutz und in Abs. 7 werden die Organe des Landes schließlich „zu gesetzmäßigem, sparsamem, wirtschaftlichem und zweckmäßigem Handeln verpflichtet“. Artikel acht garantiert den Schutz der Ehe und der Familie sowie der Rechte der Eltern und Kinder.

### Direktdemokratische Elemente
Schon von ihrem Beginn an kennt die Vorarlberger Landesverfassung die direktdemokratischen Elemente von Volksabstimmung, Volksbegehren und Volksbefragung. Die Unterstützungszahlen wurden mit der Zeit modifiziert, derzeit sind 5.000 Unterschriften für ein erfolgreiches Volksbegehren an den Landtag erforderlich. Sollten mehr als 20 % der Wahlberechtigten ein solches Begehren unterzeichnen, ist der Landtag entweder zur Beschlussfassung im Sinne des Begehrensinhaltes oder zur Abhaltung einer Volksabstimmung verpflichtet. Zehn Gemeinden, die Mehrheit der Landtagsmitglieder durch Forderung, der Landtag durch Beschluss oder 10.000 stimmberechtigter Bürger können die Volksabstimmung über ein nicht dringliches Gesetz binnen acht Wochen verlangen.
Das Landesgesetz kennt auch eine direktdemokratische Art der Verfassungsgesetzgebung wie sie im B-VG Eingang fand, so sind gewisse Verfassungsgarantien nur dann änderbar, wenn dies durch Volksabstimmung abgesegnet wird. Was im Bereich der Bundesverfassung durch Generalklausel als „Gesamtänderung“ klassifiziert wird, ist durch die Vorarlberger Landesverfassung taxativ aufgelistet. So müssen „verfassungsändernde Gesetzesbeschlüsse, durch die die Stellung Vorarlbergs als selbständiges Land aufgegeben, das Landesgebiet geschmälert, das gleiche und unmittelbare Wahlrecht zum Landtag aufgehoben oder die Rechte der Stimmbürger und der Gemeinden, Volksbegehren zu stellen sowie Volksabstimmungen und Volksbefragungen zu verlangen, beseitigt werden, […] jedenfalls der Volksabstimmung“ unterzogen werden.

## Judikatur

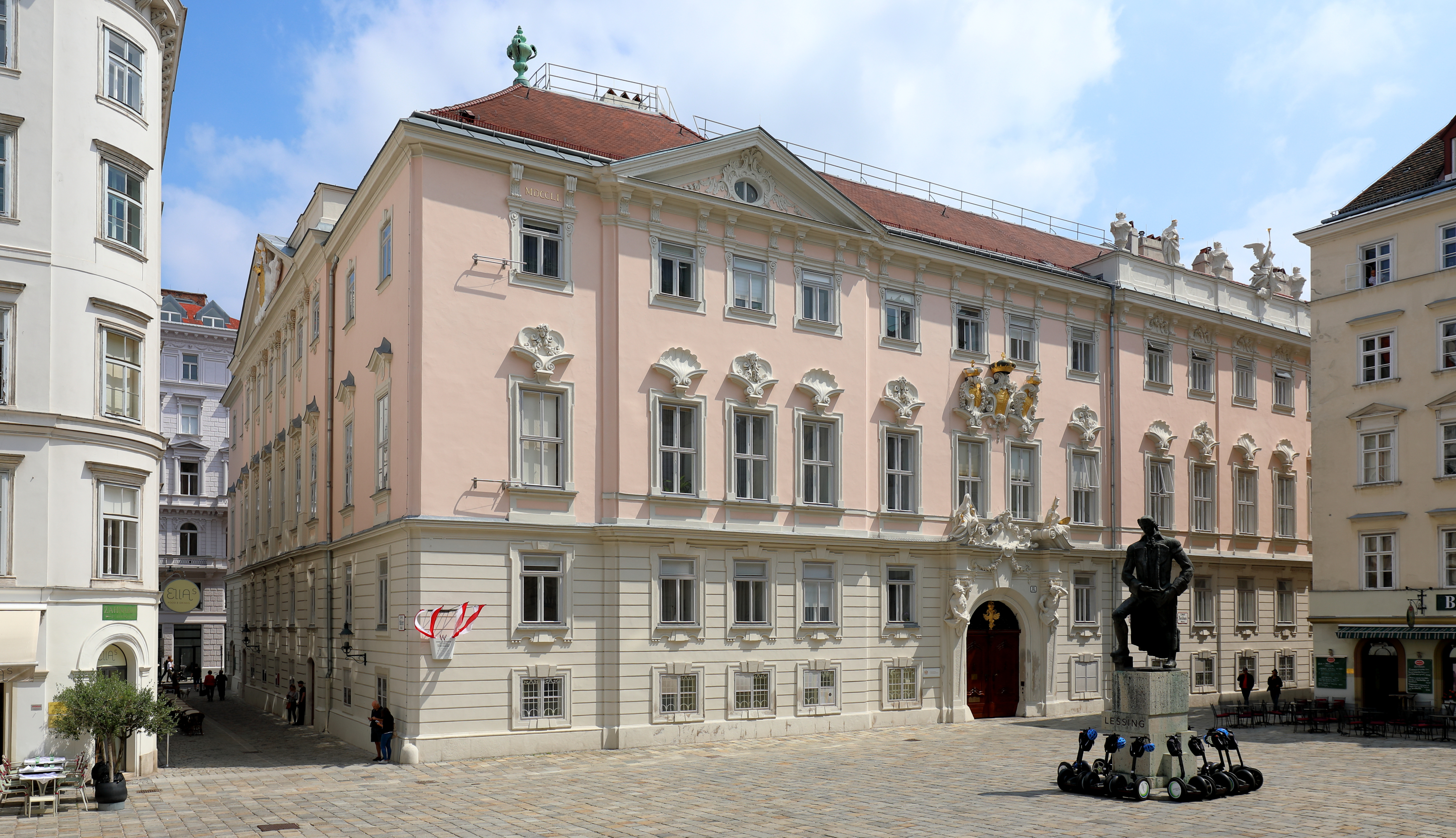
Ehemaliger Sitz (bis 2012) des Verfassungsgerichtshofes in Wien

Das einzige Verfassungsgericht in Österreich, und damit auch zur Prüfung der Vorarlberger Landesverfassung berufen, ist der Verfassungsgerichtshof in Wien. Den bisher schärfste Eingriff in das geltende Landesverfassungsrecht Vorarlbergs stellt ein Erkenntnis des Verfassungsgerichtshofes aus dem Jahr 2001 dar, mit dem Art. 33 Abs. 6 L.V. als bundesverfassungswidrig aufgehoben wurde. Der VfGH argumentierte, es verstieße gegen das in der Bundesverfassung festgeschriebene Grundprinzip der repräsentativen Demokratie, wenn der Landtag durch die Landesverfassung zur Fassung eines Gesetzesbeschlusses gegen seinen Willen durch das Votum des Stimmvolkes gezwungen werden könne. Hintergrund zu diesem Erkenntnis (Geschäftszahl: G103/00) bildete die zwangsweise Vorschrift zur Fassung eines, einem Volksbegehren inhaltlich entsprechenden Gesetzes, nach Abhaltung einer Volksabstimmung, wenn der Landtag zuvor dem inhaltlichen Gesuchen des Volksbegehrens nicht Rechnung getragen hat. Dadurch würde, so der VfGH, nicht nur ein volksdemokratischer Zwang gegen das Parlament ermöglicht, sondern auch die inhaltliche Gesetzesprüfung entfallen, wenn das Begehren etwa auf einen Bereich gerichtet sei, der in die Kompetenz des Bundes falle. Aufgrund dieser Rechtsmeinung erkannte der Verfassungsgerichtshof auf die Verfassungswidrigkeit der Wortfolge „oder das Landesvolk durch Volksabstimmung entschieden“ und hob diese in Folge auf.